# Ivan Ibriks
Ivan Ibriks (Virovitica, 6 ottobre 1987) è un calciatore croato, difensore del Kalinovac.

## Caratteristiche tecniche
Terzino destro, può giocare anche come esterno destro.